# Lissone
Lissone (lombardul: Lissún) település Olaszországban, Lombardia régióban, Monza e Brianza megyében. Lakosainak száma 46 394 fő (2023. január 1.). Lissone Seregno, Sovico, Macherio, Biassono, Monza, Muggiò, Albiate, Vedano al Lambro és Desio községekkel határos.

## Népesség
A település lakossága az elmúlt években az alábbi módon változott:
| Lakosok száma | 44 334 | 45 233 | 45 535 | 46 394 |
|               | 2013   | 2017   | 2018   | 2023   |